# HMS
HMS (angleško His Majesty's Ship oziroma Her Majesty's Ship) je vojaška kratica, ki označuje Ladjo njegovega veličanstva oziroma Ladjo njenega veličanstva. 
Sprva je bila to kratica samo na vojnih ladjah, a se sedaj uporablja tudi na civilnih.